# Wydawnictwo Medyk
Wydawnictwo naukowe Medyk Sp. z o.o. – wydawca specjalistycznych czasopism, książek, testów, repetytoriów, materiałów edukacyjnych i serwisów internetowych z zakresu medycyny i farmacji. Firma działająca w branży wydawniczej od 1990 roku.

## Historia
Wydawnictwo powstało w Warszawie w 1990 roku pod nazwą Medyk Sp. z o.o. z wkładów 17 osób fizycznych – lekarzy, dziennikarzy i pracowników zlikwidowanego wiosną 1989 roku przez dotychczasowego wydawcę – Młodzieżową Agencję Wydawniczą RSW Prasa-Książka-Ruch – dwutygodnika „Nowy Medyk”. Założycielem spółki Medyk i jej wieloletnim Prezesem był dr Andrzej Doroba. Pierwszą siedzibą spółki był dawny lokal redakcji „Nowego Medyka” przy ul. Foksal 11, siedziba spółki jest m. st. Warszawa - www.medyk.com.pl. Wydawnictwo Medyk Sp. z o.o. jest wydawnictwem naukowym znajdującym się w wykazie czasopism naukowych MNiSW - 80 pkt. (https://listymnisw.pl/wyd.php) identyfikator 41600. 
Wydawnictwo należy do Izby Wydawców Prasy.

## Publikacje
- „Lek w Polsce" – czasopismo dla farmaceutów i lekarzy
- „Gabinet Prywatny” – czasopismo dla lekarzy POZ
- Książki z zakresu medycyny i farmacji
- Repetytoria i testy dla maturzystów i kandydatów na studia
- Literatura naukowa, popularnonaukowa, w tym podręczniki akademickie
- Portale internetowe: www.lekwpolsce.pl, www.gabinetprywatny.pl, www.medyk.com.pl,